# Gino Penno
Gino Penno   (Felizzano, 1920 - Milà, 8 de febrer de 1998) nascut Biagio Penno, va ser un tenor italià.

## Biografia
Va estudiar a Màntua amb el mestre Ettore Campogalliani i posteriorment va ser admès als cursos superiors del Teatre de la Scala, on també va tenir l'oportunitat de seguir els consells d'Aureliano Pertile i on va debutar el 1947 en la primera representació de Joana d'Arc a la Foguera per al teatre milanès. Al principi de la seva carrera, va interpretar diversos papers secundaris a La Scala, especialment en obres contemporànies.
El seu primer paper important va ser el de Pollione a Norma a Lugano el 1949, seguit l'any següent per Simon Boccanegra al Gran Teatro La Fenice de Venècia. També va ser important el 1951 Joana d'Arc a la Foguera en la reestrena al Teatro San Carlo de Nàpols, i reestrenada el mateix any a l'Òpera Nacional de París. En les temporades de 1952 i 1953 va tornar a La Scala, on va cantar amb Maria Callas a Macbeth, Norma, Il trovatore i Medea, consolidant-se com un intèrpret destacat, tot i que sense arribar a ser mai una estrella. La seva última aparició a La Scala va ser el 1956 amb Borís Godunov.
Va ser un convidat freqüent en teatres alemanys i espanyols i durant dues temporades (1954 i 1956) a la Metropolitan Opera House de Nova York, on va deixar la seva empremta a Turandot, Norma, Aïda, La forza del destino i Il trovatore. La segona temporada al Met va ser força problemàtica vocalment, tant és així que la seva carrera va continuar en teatres provincials, fins a la seva jubilació prematura el 1958 a causa de problemes de salut i/o vocals que mai es van aclarir del tot.
Tenia un repertori important al seu haver, que incloïa obres de Carl Maria von Weber, Luigi Cherubini, Gaspare Spontini i Richard Wagner, a més de les ja esmentades del repertori tradicional italià, amb especial atenció al Verdi primerenc. També se'l recorda com un dels darrers tenors italians que va interpretar el paper de Lohengrin. Va cantar amb les més grans intèrprets de l'època, com ara Maria Callas i Renata Tebaldi. Va ser apreciat per importants directors d'orquestra, com ara Victor de Sabata, Carlo Maria Giulini, Tullio Serafin i Leonard Bernstein.
El 1953 va participar a la pel·lícula Puccini de Carmine Gallone i el 1954 va participar a Senso de Luchino Visconti amb una breu aparició en el paper de Manrico.
A principis dels anys cinquanta va enregistrar algunes obres per a les emissions de ràdio de la RAI i un recital per a la discogràfica Decca. Va deixar enrere una discografia substancial en directe, gran part re masteritzada en CD.

## Repertori
| - Vincenzo Bellini - Norma (Pollione) - Alban Berg - Lulu (cameriere) - Renzo Bianchi - Gli incatenati (1° nazareno) - Gustave Charpentier - Louise (1°guardia) - Luigi Cherubini - Lodoïska (Floreski) - Medea (Giasone) - Gaetano Donizetti - Lucia di Lammermoor (Normanno) - Giorgio Federico Ghedini - Le Baccanti (1° giovane) - Billy Budd (1º ufficiale) - Christoph Willibald Gluck - Iphigénie en Tauride (Achille) - Guido Guerrini - L'arcangelo (Ranuccio) - Arthur Honegger - Giovanna d'Arco al rogo (voce di tenore) - Gian Francesco Malipiero - L'allegra brigata (Dioneo) | - Italo Montemezzi - L'amore dei tre re (giovanetto) - Claudio Monteverdi - L'incoronazione di Poppea (4° familiare di Seneca) - Modest Mússorgski - Khovànsxina (Basilio) - Borís Godunov (Grigorij) - Goffredo Petrassi - Il cordovano (voce) - Ildebrando Pizzetti - Debora e Jaele (Sisera) - Amilcare Ponchielli - La Gioconda (Isepo - Enzo Grimaldo) - Giacomo Puccini - Madame Butterfly (Pinkerton) - Tosca (Mario Cavaradossi) - La bohème (Rodolfo) - Turandot (Altoum – Calaf) - Giulio Cesare Sonzogno - Regina Uliva (cavaliere) - Gaspare Spontini - Fernando Cortez (Fernando Cortez) - Richard Strauss - Ariadne auf Naxos (Bacco) | - Giuseppe Verdi - Nabucco (Ismaele) - Aroldo (Aroldo) - Attila (Foresto) - Giovanna d'Arco (Carlo VII) - La battaglia di Legnano (Arrigo) - Ernani (Ernani) - Rigoletto (Il Duca di Mantova) - Il trovatore (Manrico) - Macbeth (Macduff) - Simon Boccanegra (Gabriele Adorno) - La forza del destino (Alvaro) - Don Carlo (Don Carlos) - Aïda (Radames) - Otello (Roderigo) - Richard Wagner - Lohengrin (Lohengrin) - Die Walküre (Sigismondo) - Carl Maria von Weber - Oberon (Oberon) - Riccardo Zandonai - I cavalieri di Ekebù (Rutger) |

## Discografia
- Ernani: Gino Penno, Giuseppe Taddei, Caterina Mancini, Giacomo Vaghi, director Fernando Previtali - emissió en directe de ràdio-Roma 1950 - Cetra
- Fernando Cortez: Gino Penno, Renata Tebaldi, Aldo Protti, Italo Tajo, director Gabriele Santini - en directe Nàpols 1951 - HRE/Hardy Classic
- Attila: Italo Tajo, Giangiacomo Guelfi, Caterina Mancini, Gino Penno, director Carlo Maria Giulini - en directe Venècia 1951 - GOP
- Joan of Arc: Renata Tebaldi, Gino Penno, Ugo Savarese, director Gabriele Santini - en directe Nàpols 1951 - Legato Classics
- Macbeth: Enzo Mascherini, Maria Callas, Italo Tajo, Gino Penno, director Victor De Sabata - en directe La Scala 1952 - GOP/Myto/EMI
- Norma: Maria Pedrini, Gino Penno, Ebe Stignani, Giulio Neri, director Francesco Molinari Pradelli - en directe Nàpols 1952 - Melodram/Gala
- Debora i Jaele: Clara Petrella, Gino Penno, Cloe Elmo, Maria Amadini, Saturno Meletti, director Gianandrea Gavazzeni - RAi-Milan 1952
- Il trovatore: Gino Penno, Maria Callas, Carlo Tagliabue, Ebe Stignani, Giuseppe Modesti, director Antonino Votto - en directe La Scala 1953 - Myto
- Aroldo: Gino Penno, Antonietta Stella, Aldo Protti, director Tullio Serafin - en directe Florència 1953 - IDIS/Arkadia/Walhall
- Medea: Maria Callas, Gino Penno, Maria Luisa Nache, Fedora Barbieri, director Leonard Bernstein - en directe La Scala 1953 - Cetra/Arkadia/IDIS
- Aïda: Renata Tebaldi, Gino Penno, Ebe Stignani, Ugo Savarese, Giulio Neri, director Tullio Serafin - en directe Nàpols 1953 - Edició lírica/Distribució lírica
- Aïda (selecció): Anita Cerquetti, Gino Penno, Elena Nicolai, Giangiacomo Guelfi, Boris Christov, director Gabriele Santini - en directe Nàpols 1954 - Bongiovanni
- La forza del destino: Gino Penno, Renata Tebaldi, Antonio Manca Serra, Cesare Siepi, Miriam Pirazzini, Saturno Meletti, director Gabriele Santini - en directe Nàpols 1954 - Òpera estrena
- La forza del destino: Gino Penno, Zinka Milanov, Leonard Warren, Jerome Hines, Jean Madeira, director Fritz Stiedry - live Met 1954 - Myto
- Norma: Zinka Milanov, Gino Penno, Blanche Thebom, Cesare Siepi, director Fausto Cleva - en directe Met 1954 - Melodram
- Lohengrin (en ital.): Gino Penno, Renata Tebaldi, Elena Nicolai, director Gabriele Santini - en directe Nàpols 1954 - Hardy Classic